# Лі Ґу
Лі Ґу (29 грудня 1931, Токіо, Японська імперія — 16 липня 2005, Токіо, Японія) — корейський принц, який очолював династію Лі з 1970 по 2005 рік. Він був онуком імператора Гочжона з династії Чосон. Через Куні Асахіко, Ґу був троюрідним братом почесного імператора Японії Акіхіто.

## Життєпис

### Ранні роки
Лі Ґу народився в 1931 році в Токіо, коли Корея була під владою Японії. Його батька, спадкоємного принца Лі Уна, привезли до Японії в 1907 році і 1920 року змусили одружитися з японською принцесою Масако Нашімото (також відома під корейським іменем Лі Панджа). Офіційно шлюб було організовано японським імператором. 
Зростаючи в Японії, принц Ґу мріяв навчатися за кордоном, але до поразки Японії в 1945 році йому не дозволяли залишати країну. Навіть тоді Лі Ґу було важко отримати паспорт новоствореної Республіки Корея. Лі Синман, перший президент Республіки Корея, не хотів видавати паспорти корейським королівським особам, які проживали в Японії, через побоювання, що вони можуть спровокувати рух відродження. Однак за допомогою Кім Йончжуна, посла Республіки Корея в Японії, Лі Ґу нарешті отримав паспорт. За деякими даними, його видали за умови, що він не буде виконувати роль принца в США. Лі Ґу виїхав до Сполучених Штатів 3 серпня 1950 року, незабаром після початку Корейської війни.

### Перебування в США
Лі Ґу вступив до Массачусетського технологічного інституту у 1953 р. Вихований у Японії як королівська особа, але не наданий королівським статусом його співвітчизниками, він опинився в скрутному та незвичному для нього становищі під час перебування в США.
У листопаді 1956 року отримав громадянство США, з чим йому допомогли його японські та американські друзі у Бостоні. Як і всі інші корейці, які в той час здобували вищу освіту в США, Лі Ґу готувався взяти на себе керівну роль у новій незалежній корейській нації або в США. Після закінчення університету Лі Ґу поїхав до Нью-Йорка і працював архітектором до 1963 року. Перебуваючи в Нью-Йорку, 23 жовтня 1959 року він одружився з Джулією Муллок, американкою українського походження, яка була на вісім років старшою за нього.

### Повернення в Корею
Лі Ґу, разом із своєю матір’ю та дружиною, нарешті відвідав Корею в 1963 році за підтримки нового президента Пак Чон Хі. Президент Пак отримав владу в результаті військового перевороту і хотів скористатися родиною Лі, щоб забезпечити свою легітимність. Перебуваючи в Кореї, Лі Ґу читав лекції з архітектури в Сеульському національному університеті та Університеті Йонсей, а також керував власною архітектурною компанією Sinhan. 
У 1977 році Лі Ґу та Джулія Муллок розлучилися через тиск з боку родичів сім’ї Лі.
У 1979 році поїхав до Японії, де проводив більшу частину свого часу. Після втрати матері в 1989 його неодноразово закликали повернутися до Кореї, але він відмовився.

### Смерть
Колишній принц час від часу відвідував Корею до своєї смерті в 2005 році, у віці сімдесяти чотирьох років. Він помер на самоті в готелі Akasaka Prince Hotel, колишній резиденції його батьків у Токіо. Лі Ґу був похований у королівському вбранні, і понад 1000 людей, включаючи прем'єр-міністра Кореї, були присутні на його похоронах. Після його смерті Рада сім’ї Лі присвоїла йому посмертний титул «Принц Імператорської Кореї Хоин».